# Akatsi North District
Koordinaten: 6° 22′ N, 0° 51′ O
Der Akatsi North District ist einer der 18 Distrikte der Volta Region im Osten Ghanas mit einer Gesamtfläche von 324 Quadratkilometern. Der Distrikt hatte im Jahr 2021 32.541 Einwohner.

## Geographie
Im Norden grenzt der Nachbarstaat Togo, im Nordwesten der Agotime Ziope District, im Westen und Süden der Akatsi South District und im Osten der Ketu North Municipal District an Akatsi North.
Ave Dakpa, die Hauptstadt des Distrikts, liegt an der Grenze zu Togo, auf halber Strecke zwischen Agotime Kpetoe und Aflao am Ho-Aflao Highway.